# Badger Farm
Badger Farm est une paroisse civile et un village du Hampshire, en Angleterre.